# Dio-et-Valquières
Dio-et-Valquières ist eine ehemalige französische Gemeinde mit 150 Einwohnern (Stand: 1. Januar 2022) im Département Hérault in der Region Okzitanien. Sie gehörte zum Arrondissement Béziers. Die Einwohner werden Dioquiérois und Dioquiéroises genannt.
Der Erlass des Präfekten vom 27. Dezember 2024 legte mit Wirkung zum 1. Januar 2025 die Eingliederung von Dio-et-Valquières als Commune déléguée zusammen mit der früheren Gemeinde Lunas zur Commune nouvelle Lunas-les-Châteaux fest.

## Geografie

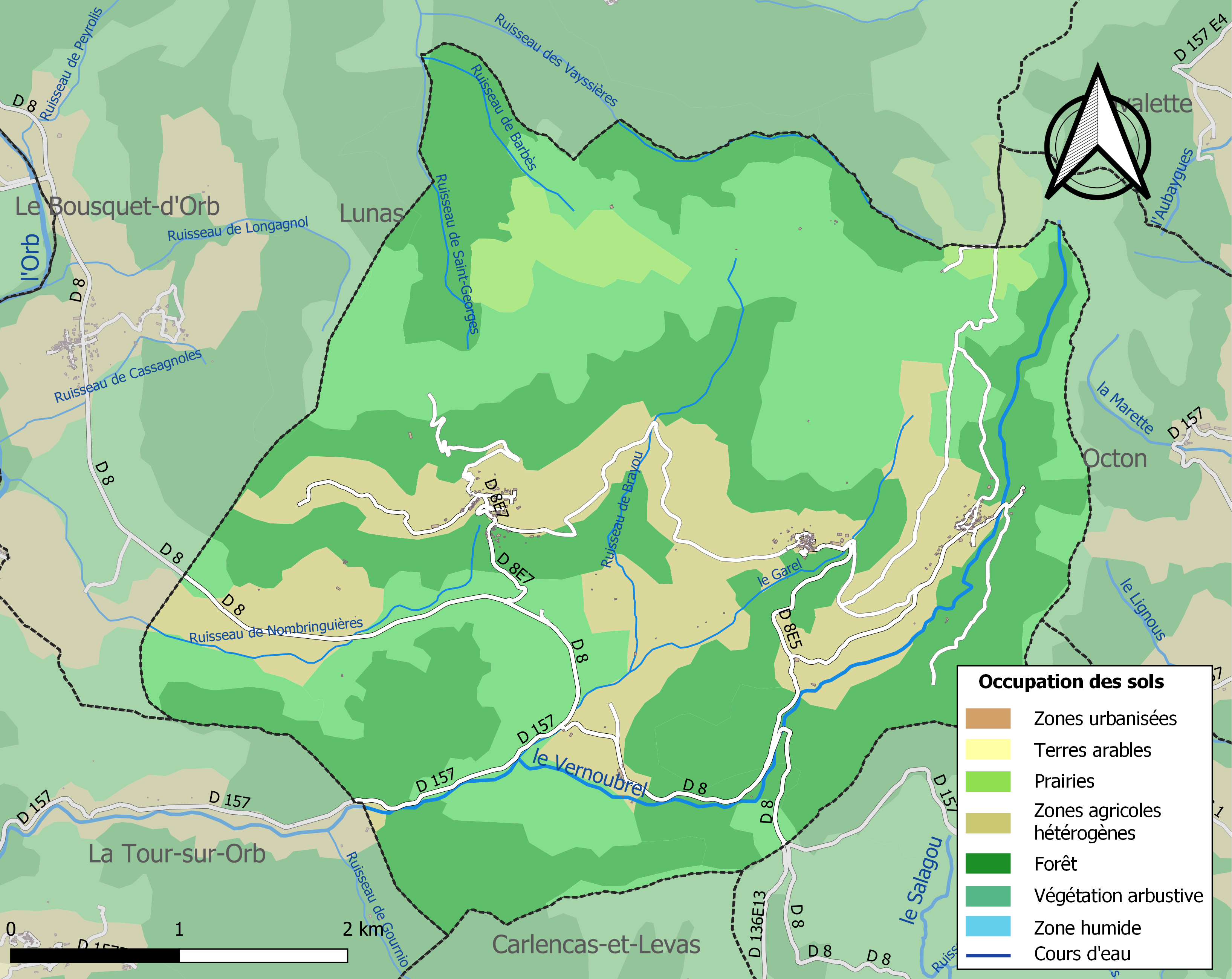
Bodennutzung, Hydrografie und Infrastruktur von Dio-et-Valquières (2018)

Dio-et-Valquières liegt etwa 10 Kilometer südwestlich von Lodève, etwa 54 Kilometer westnordwestlich von Montpellier und etwa 36 Kilometer nördlich von Béziers in der historischen Provinz des Languedoc. Das Ortsgebiet am Südrand der Cevennen gehört zum Regionalen Naturpark Haut-Languedoc. Das Bodenrelief zeigt das eines Mittelgebirges mit Höhen bis zu 700 m. Entwässert wird Dio-et-Valquières von den Flüsschen Vernoubrel, Garel, Ruisseau de Nombringuières, Ruisseau de Brayou und verschiedenen kleineren Fließgewässern. Das Ortszentrum im Weiler Valquières liegt in Hanglage auf etwa 440 m. Die höchste Erhebung ist der Puech Caubel im Nordosten mit 701 m, die niedrigste wird im Südwesten mit 256 m beim Austritt des Ruisseau de Nombringuières aus dem Ortsgebiet gemessen.
Teile des Gebiets von Dio-et-Valquières gehören zu den ZNIEFF-Naturzonen „Plateau de Carlencas-et-Levas“ (910008288) und „Bassin du Salagou“ (910030609). Dio-et-Valquières ist ausgesprochen bewaldet. Rund 45 % der Fläche sind bewaldet, 32 % sind Flächen mit Strauch- und/oder Kräutervegetation, rund 23 % werden landwirtschaftlich genutzt (Stand: 2018).
Umgeben wird Dio-et-Valquières von den Nachbargemeinden und dem Ortsteil von Lunas-les-Châteaux:
|                 | Lunas (Ortsteil)                            |        |
|                 | Kompassrose, die auf Nachbargemeinden zeigt | Octon  |
| La Tour-sur-Orb | Carlencas-et-Levas                          | Brenas |

## Bevölkerungsentwicklung
| Dio-et-Valquières: Einwohnerzahlen von 1793 bis 2020                                                                       | Dio-et-Valquières: Einwohnerzahlen von 1793 bis 2020 | Dio-et-Valquières: Einwohnerzahlen von 1793 bis 2020 | Dio-et-Valquières: Einwohnerzahlen von 1793 bis 2020 | Dio-et-Valquières: Einwohnerzahlen von 1793 bis 2020 |
| --- | ---------------------------------------------------- | ---------------------------------------------------- | ---------------------------------------------------- | ---------------------------------------------------- |
| Jahr |                                                      |                                                      |                                                      | Einwohner                                            |
| 1793 | 1793                                                 |                                                      | 349                                                  | 349                                                  |
| 1800 | 1800                                                 |                                                      | 343                                                  | 343                                                  |
| 1806 | 1806                                                 |                                                      | 413                                                  | 413                                                  |
| 1821 | 1821                                                 |                                                      | 397                                                  | 397                                                  |
| 1831 | 1831                                                 |                                                      | 423                                                  | 423                                                  |
| 1836 | 1836                                                 |                                                      | 443                                                  | 443                                                  |
| 1841 | 1841                                                 |                                                      | 410                                                  | 410                                                  |
| 1846 | 1846                                                 |                                                      | 423                                                  | 423                                                  |
| 1851 | 1851                                                 |                                                      | 405                                                  | 405                                                  |
| 1856 | 1856                                                 |                                                      | 371                                                  | 371                                                  |
| 1861 | 1861                                                 |                                                      | 330                                                  | 330                                                  |
| 1866 | 1866                                                 |                                                      | 313                                                  | 313                                                  |
| 1872 | 1872                                                 |                                                      | 306                                                  | 306                                                  |
| 1876 | 1876                                                 |                                                      | 298                                                  | 298                                                  |
| 1881 | 1881                                                 |                                                      | 282                                                  | 282                                                  |
| 1886 | 1886                                                 |                                                      | 283                                                  | 283                                                  |
| 1891 | 1891                                                 |                                                      | 261                                                  | 261                                                  |
| 1896 | 1896                                                 |                                                      | 234                                                  | 234                                                  |
| 1901 | 1901                                                 |                                                      | 219                                                  | 219                                                  |
| 1906 | 1906                                                 |                                                      | 224                                                  | 224                                                  |
| 1911 | 1911                                                 |                                                      | 219                                                  | 219                                                  |
| 1921 | 1921                                                 |                                                      | 173                                                  | 173                                                  |
| 1926 | 1926                                                 |                                                      | 169                                                  | 169                                                  |
| 1931 | 1931                                                 |                                                      | 159                                                  | 159                                                  |
| 1936 | 1936                                                 |                                                      | 140                                                  | 140                                                  |
| 1946 | 1946                                                 |                                                      | 106                                                  | 106                                                  |
| 1954 | 1954                                                 |                                                      | 84                                                   | 84                                                   |
| 1962 | 1962                                                 |                                                      | 78                                                   | 78                                                   |
| 1968 | 1968                                                 |                                                      | 70                                                   | 70                                                   |
| 1975 | 1975                                                 |                                                      | 66                                                   | 66                                                   |
| 1982 | 1982                                                 |                                                      | 98                                                   | 98                                                   |
| 1990 | 1990                                                 |                                                      | 134                                                  | 134                                                  |
| 1999 | 1999                                                 |                                                      | 136                                                  | 136                                                  |
| 2006 | 2006                                                 |                                                      | 156                                                  | 156                                                  |
| 2013 | 2013                                                 |                                                      | 148                                                  | 148                                                  |
| 2020 | 2020                                                 |                                                      | 147                                                  | 147                                                  |
| Quelle(n): EHESS/Cassini bis 1999, INSEE ab 2006 Anmerkung(en): Ab 1962 offizielle Zahlen ohne Einwohner mit Zweitwohnsitz |                                                      |                                                      |                                                      |                                                      |

In der ersten Hälfte des 19. Jahrhunderts lebten noch über 400 Einwohner in Dio-et-Valquières. Seitdem stagnierte die Einwohnerzahl bis zu den 1970er Jahren bis weit unter 100, bevor sie sich bei etwa 150 stabilisierte.

## Sehenswürdigkeiten
- Reste der Burg von Dio aus dem 11. Jahrhundert, seit 1930 als Monument historique klassifiziert
- Pfarrkirche Saint-André in Valquières aus dem 13. Jahrhundert, seit 1998 als Monument historique eingeschrieben
- Pfarrkirche Saint-Etienne in Dio, im  12. Jahrhundert neu gebaut, seit 1998 als Monument historique eingeschrieben
- Priorat Saint-Jean im Weiler La Prade aus dem 12. Jahrhundert

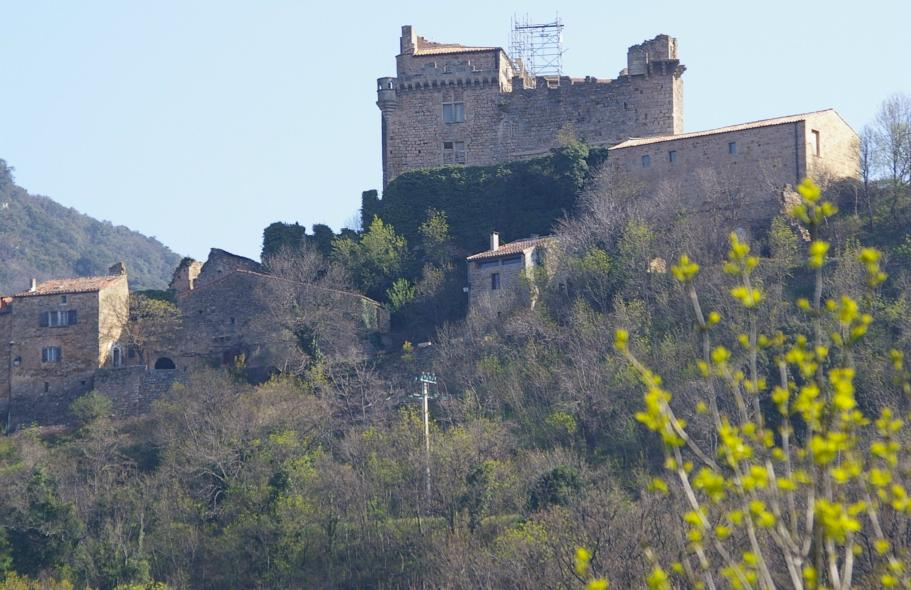
Burg von Dio
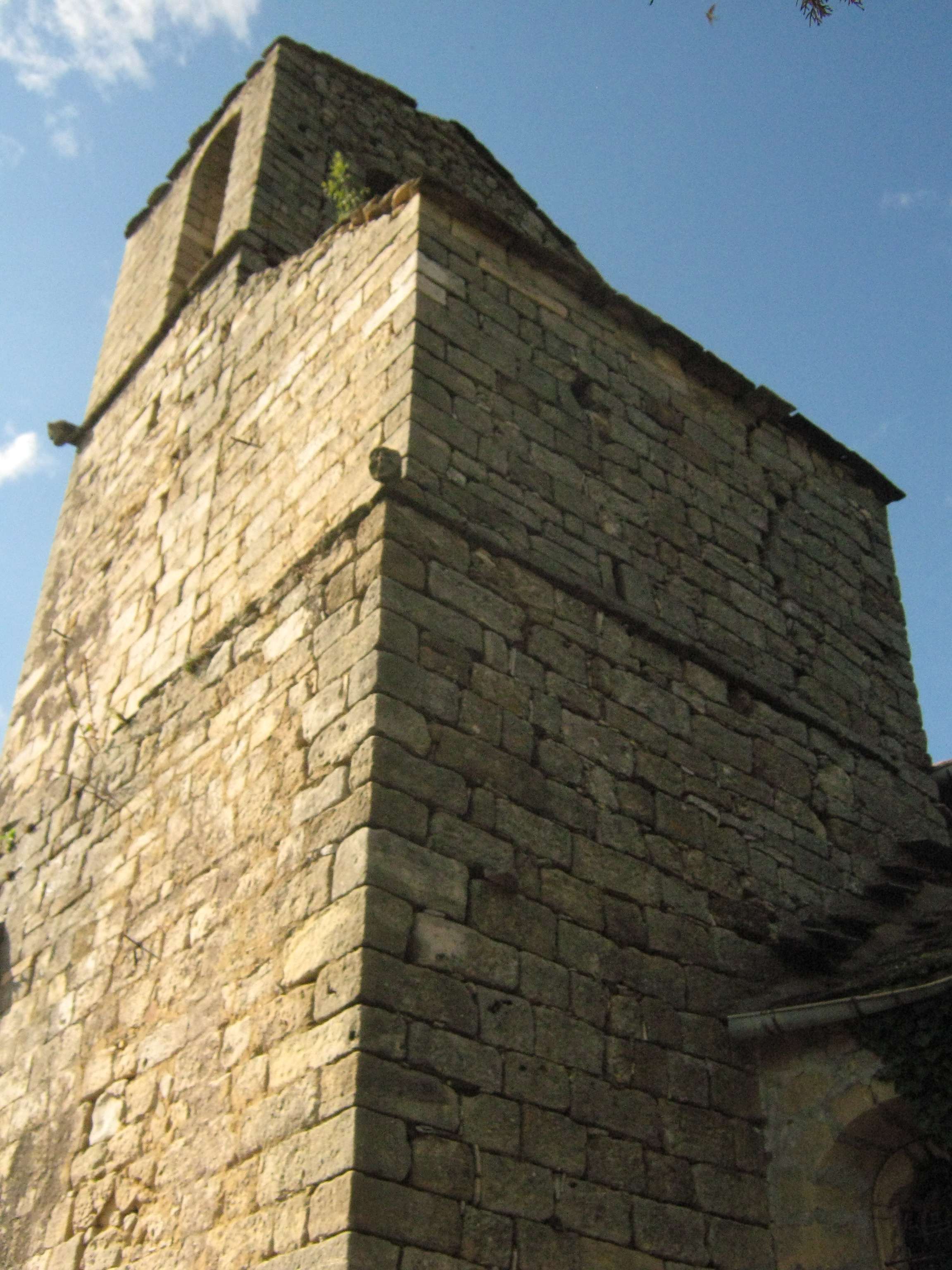
Glockenturm der Pfarrkirche Saint-André
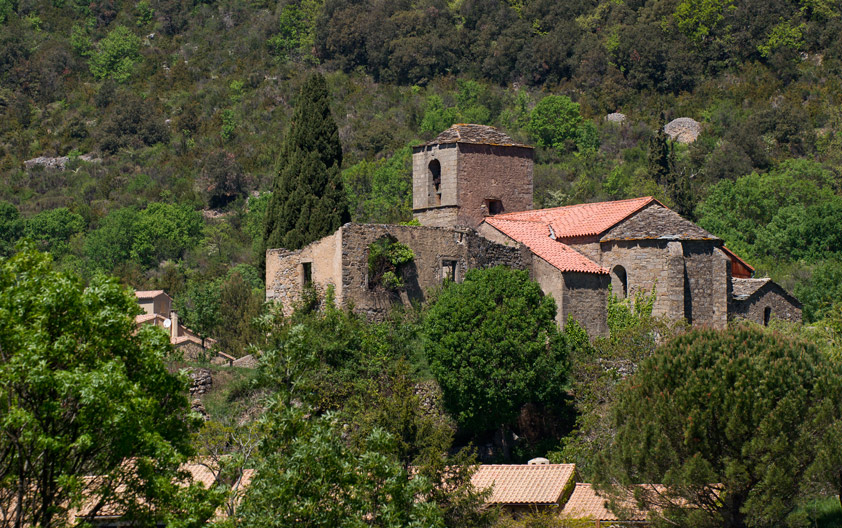
Pfarrkirche Saint-Etienne